# МИФические приключения
МИФические приключения (англ. MythAdventures) — серия фэнтези-романов, созданная американским писателем-фантастом Робертом Линном Асприном. После двенадцати романов оригинальной серии Асприна, опубликованных с 1978 по 2002 год, он продолжил серию в соавторстве с Джоди Линн Най еще семью совместно написанными книгами. После смерти Асприна в мае 2008 года Най продолжила серию самостоятельно.
«МИФические приключения» известны и популярны благодаря причудливым мирам выдуманной писателем вселенной, множеству персонажей и лёгкому и остроумному языку с использованием множества каламбуров. Название книг серии часто строится на сходстве произношения в английском языке слова «миф» и приставки «mis-». Так «Еще один прекрасный миф» является каламбуроv, основанном на созвучии с фразой «ещё один прекрасный беспорядок» (англ. another fine mess). Главы обычно начинаются с выдуманных цитат известных людей.
Первая книга рекламировалась под названием Another Fine Mess, от часто используемой крылатой фразы Оливера Харди, адресованной его партнеру по кинокомедии Стэну Лорелу: «Это еще одна прекрасная неприятность, в которую ты меня втянул». Асприн решил, что использовать игру с созвучием со словом «Миф» будет гораздо лучше, если книга станет серией. Издатели изменили название и заявили об опечатке в каталоге.
По словам Асприна, первоначальным источником вдохновения для «Мифических приключений» послужил комедийный сериал «Дорога в …», в котором Бинг Кросби и Боб Хоуп играют странствующих мошенников-авантюристов.

## Персонажи
Истории в основном вращаются вокруг приключений нескольких центральных персонажей:
- Скив — молодой подмастерье мага из захолустного измерения Клах.
- Ааз — зеленый, чешуйчатый «демон» («Demon» от «Dimension Traveler — путешественник между измерениями»). Ааз берет Скива в ученики, позже они становятся партнерами в магическом предприятии под названием Корпорацмия Миф — MYTH Inc.
- Глип — питомец Скива, детеныш дракона, чей словарный запас состоит из одного слова («Глип!»), что противоречит его невероятному интеллекту.
- Маша — женщина монументального телосложения с ярко-оранжевыми волосами; опытный пользователь магического оружия и инструментов, ставшая ученицей Скива.
- Гвидо и Нунцио — пара огромных и очень способных телохранителей, приставленных к Скиву по просьбе крестного отца межпространственной мафии Дона Брюса.
- Чамли — огромный, но довольно мягкий и эрудированный тролль.
- Тананда, она же Танда, профессиональная убийца и нимфа, сестра Чамли.
- Банни — прекрасная племянница Дона Брюса и подружка Скива.
- Марки — девочка, похожая на куклу, которая на самом деле является замаскированным убийцей.

## Книги
«Первая» серия Myth Adventures была написана Асприном в одиночку для издательства The Donning Company под их лейблом Starblaze Graphics, последние две книги были опубликованы Meisha Merlin. Все двенадцать книг собраны в книге Роберта Асприна «Мифические приключения», том 1 и том 2 (Meisha Merlin, 2006/2007).
- Ещё один великолепный МИФ (1978) ISBN 0-441-02359-2
- МИФОтолкования (1980) ISBN 0-441-55519-5
- МИФОуказания (1982) ISBN 0-441-55525-X
- Удача или миф (1983) ISBN 0-441-33850-X
- Миф-ические личности (1984) ISBN 0-441-55276-5
- Маленький МИФО-заклад (1985) ISBN 0-441-48499-9
- Корпорация М.И.Ф. — связующее звено (1986) ISBN 0-441-55277-3
- МИФОнаименования и извергения (1987) ISBN 0-441-01461-5
- Корпорация М.И.Ф. в действии (1990) ISBN 0-09-993500-7
- Сладостный МИФ, или МИФтерия жизни (1993) ISBN 0-441-00194-7
- МИФфия невыполнима (2001)
- Нечто оМИФигенное (2002)

«Новая» серия Myth Adventures была написана в соавторстве с Джоди Линн Най .
Роберт Асприн умер в мае 2008 года, но Най намеревалась в том же году написать книги, которые они с Асприном планировали («У нас были большие планы»). Согласно информации на сайте серии, издатель массовых изданий Ace Books заказал два издания.

### Короткие рассказы
В 2010 году издательство Baen Books опубликовало сборник коротких мифологических рассказов Асприна под названием «Интерпретации мифов» (ISBN 1-4391-3390-5). В этот сборник вошли рассказы и повести, действие которых происходит во многих мирах, созданных Робертом Асприном.